# 사마귀 (2003년 영화)
사마귀(A Story That Begins At The End, Arimpara)는 일본에서 제작된 무랄리 나이르 감독의 2003년 영화이다. P. Parameswaran 등이 제작에 참여하였다.

## 출연
- Nedumudi Venu - Krishnan Unni 역
- Sona Nair
- Bharathan Njavakkal
- Rajan Sithara
- Master Bhagyanath
- Nakuul Mehta

## 제작진
- 원작자: O.V. Vijayan
- 미술: C.P. Padmakumar
- 의상: Mitra Madhu